# Kongresovka (strom)
Kongresovka je památný strom v Plasích. Lípa velkolistá (Tilia platyphyllos) byla zasazena roku 1815 na paměť úspěchu kancléře Metternicha na Vídeňském kongresu. Lípa rostla samostatně mezi prelaturou a kostelem plaského kláštera, ale při vichřici 21. srpna 1980 padla a poškodila kostel Nanebevzetí Panny Marie. Před pádem měla obvod kmene 471 cm a výšku 29 m. Ze 3 výmladků byl vybrán jeden, který je pokračovatelem lípy. Obvod kmene mladého stromu je 100 cm (měření 2005). Lípa je chráněna od roku 1976, původně pro svůj vzrůst a jako součást památky.

## Stromy v okolí
- Alej vzdechů